# Héctor Luis Morales Sánchez

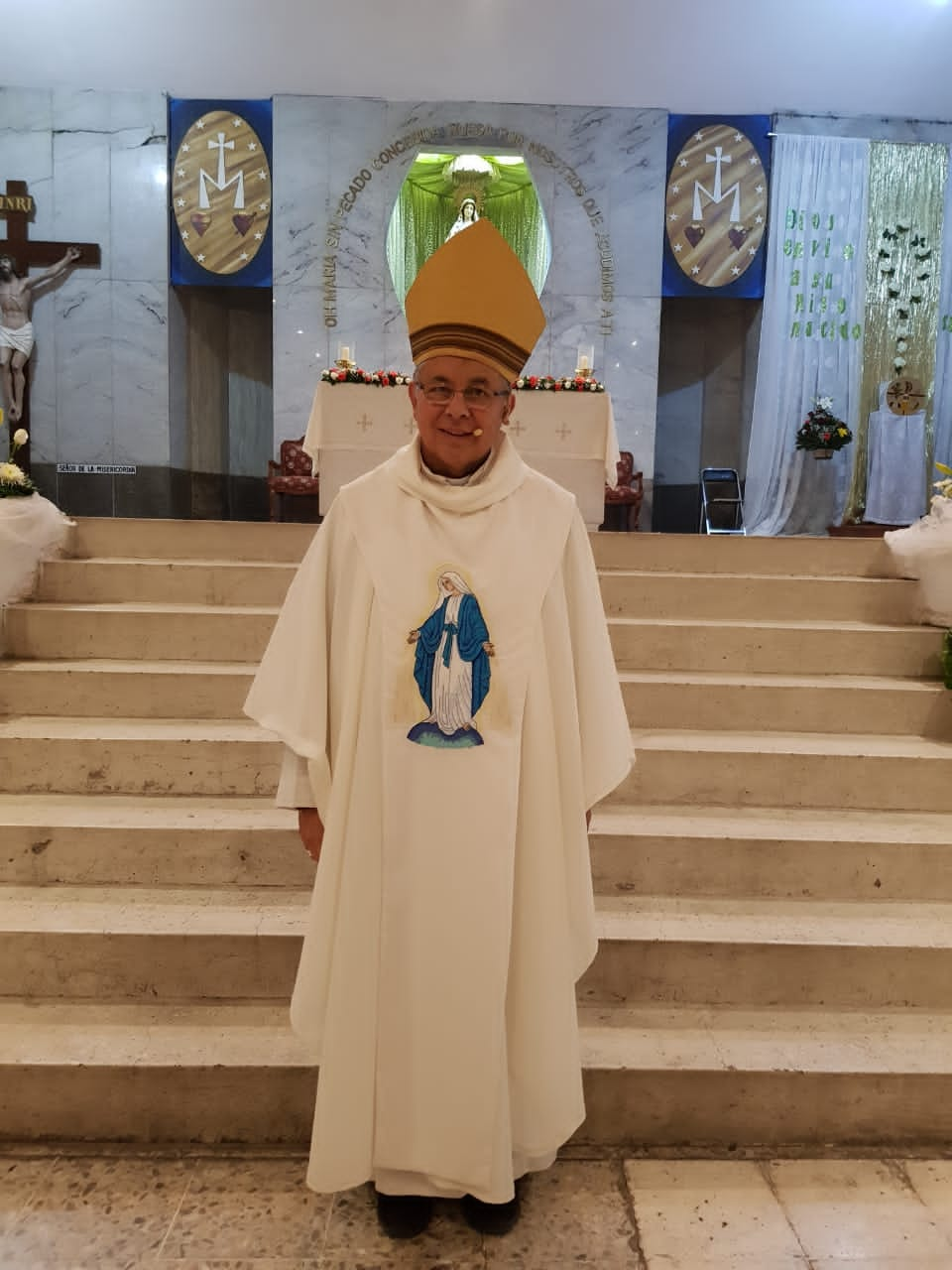
Bischof Héctor Luis Morales Sánchez von Nezahualcóyotl (2020)

Héctor Luis Morales Sánchez (* 12. September 1954 in Tamuín, Bundesstaat San Luis Potosí) ist ein mexikanischer römisch-katholischer Geistlicher und Bischof von Nezahualcóyotl.

## Leben
Héctor Luis Morales Sánchez empfing am 17. Januar 1979 das Sakrament der Priesterweihe für das Bistum Ciudad Valles.
Am 15. Oktober 2005 ernannte ihn Papst Benedikt XVI. zum Prälaten von Huautla. Der Erzbischof von Antequera, José Luis Chávez Botello, spendete ihm am 17. Januar 2006 die Bischofsweihe; Mitkonsekratoren waren der Bischof von Ciudad Valles, Roberto Octavio Balmori Cinta MJ, und der emeritierte Prälat von Huautla, Hermenegildo Ramírez Sánchez MJ. Am 7. Januar 2011 bestellte ihn Benedikt XVI. zum Bischof von Netzahualcóyotl.